# Pulodarat
Pulodarat is een bestuurslaag in het regentschap Jepara van de provincie Midden-Java, Indonesië. Pulodarat telt 5230 inwoners (volkstelling 2010).